# NGC 6658
NGC 6658 је лентикуларна галаксија у сазвежђу Херкул која се налази на NGC листи објеката дубоког неба.
Деклинација објекта је + 22° 53' 17" а ректасцензија 18h 33m 55,7s. Привидна величина (магнитуда) објекта NGC 6658 износи 13,0 а фотографска магнитуда 13,9. NGC 6658 је још познат и под ознакама UGC 11274, MCG 4-44-2, CGCG 143-2, PGC 62052.